# X: Más allá de la frontera
X: Más Allá de la Frontera (X: Beyond the Frontier) es un videojuego desarrollado por Egosoft para PC. Publicado en 1999 por SouthPeak Interactive en Europa y por THQ en el resto del mundo. también se lo suele nombrar por la abreviatura del título original, X: BtF. 
El juego se describe como una simulación espacial de juego y final abierto situado en el ficticio Universo X, en el que el jugador puede elegir dedicarse al comercio o al combate o una combinación de ambos. Es similar en varios aspectos a Élite.
Una expansión del juego, X-Tension, fue lanzada en el 2000. Ambas fueron distribuidas por THQ. No obstante, no hubo una verdadera secuela hasta el 2003, año en que X²: La Amenaza vio la luz. Un tercer título de continuidad, X³: Reunión fue publicado en 2005, y en 2008 se comercializó una nueva expansión llamada X³: Terran Conflict.

## Trasfondo
De acuerdo a la crónica del video introductorio, el hombre se esparce por el cosmos gracias al descubrimiento de las compuertas de salto y coloniza múltiples mundos con la ayuda de máquinas terraformadoras autónomas que preceden a las poblaciones destinadas a través de aquellas. Las inteligencias artificiales eventualmente cobran conciencia de la importancia de sus labores y sus cuestionamientos desembocan en una cruenta guerra interestelar.
Un valiente grupo de navegantes consigue poner fin al conflicto al persuadir al grueso de la flota de las máquinas, que amenaza a la Tierra, a perseguirles a través de la última compuerta de salto funcional. La compuerta es destruida tan pronto como las dos flotas atraviesan el portal. A partir de este momento, la humanidad se abstendrá de la exploración espacial por medio milenio.
El jugador interpreta el rol de Kyle Brennan, un piloto de pruebas que en el año 2912 es asignado al Prototipo X, el cual cuenta con capacidad de salto independiente a través de un agujero de gusano. La prueba inicial no discurre según el plan y Brennan pronto se halla en espacio desconocido, a incontables años luz de la Tierra. Por fortuna para él, es hallado por los Teladi, una raza de capitalistas fanáticos a quienes solo les interesa el lucro. Viendo al indefenso Kyle como una inversión potencial, los Teladi le facilitan un préstamo y le proporcionan información sobre el comercio y los otros habitantes del Universo X.
El Universo X en sí es una red de sectores enlazados por compuertas de salto, a partir de ninguna de las cuales Brennan es capaz de regresar a la Tierra.
Pese a que el jugador dispone de amplias libertades en cuanto a qué hacer o donde ir, la historia principal del juego impone una cierta secuencia de tareas más o menos lineal. Dicha historia involucra a los descendientes de los humanos que fueron perseguidos por la flota de terraformadores.

## Sistema de juego
Existen cincuenta sectores distintos en el Universo X. Aunque cada uno cuenta con un planeta cercano, no es posible visitarlo.
Cada sector está dotado de al menos una instalación comercial. Cada uno de los diferentes tipos de fábricas (astilleros, agroindustrias, plantas de energía) indefectiblemente dependen de insumos generados en otras. Inicialmente, el jugador puede lograr beneficios al escoger los precios de compra y venta. Las ganancias pueden invertirse en incrementar la capacidad de carga de la nave, o mejorar el desempeño de la nave o de sus sistemas de armas.
Aunque es posible comerciar dentro de un mismo sector, por lo general se obtienen más ganancias al viajar entre sistemas, especialmente teniendo en cuenta que las diferentes razas, normalmente concentradas en grupos de sectores, se especializan en la fabricación de ciertos ítemes de consumo común. Eventualmente, el jugador puede comprar y operar sus propias fábricas para incrementar sus entradas aún más.
X: BtF fue aclamado en diversos aspectos: su música, atmosférica y sugerente, la variabilidad del diálogo que puede entablarse con las múltiples razas, su esquema de juego abierto y la vastedad del territorio que el jugador puede explorar. La economía del Universo X es dinámica ya que el precio de los bienes depende la oferta y la demanda. Por ejemplo, si se vende una gran cantidad de artículos de un mismo tipo en un mismo lugar, la demanda de estos disminuye, y con ella el precio que la instalación estará dispuesto a pagar por ellos.
El videojuego también recibió un número de críticas válidas. El jugador tenía muy poco con qué empezar: el prototipo X no tiene armas ni medios de propulsión eficientes, y durante las primeras horas de juego, el comercio resulta lento y riesgoso. Esto hizo que un número de jugadores lo considerara rutinario o poco accesible.

## X-Tension
En el año 2000, Egosoft lanzó X-Tension. Aunque se lo publicitó como un paquete de expansión, en realidad resulta ser un juego independiente. Aunque no cuenta con una historia estructurada, el juego (que ofrece una mecánica de juego y un final puramente abierto) inicia cuando Kyle Brennan analiza su situación (esto es, la aparente imposibilidad de regresar a la Tierra), y decide sacar partido de ella, convirtiéndose en un aventurero.
Además de actualizar los gráficos y de agregar nuevas partituras, X-Tension atacó algunas de las críticas hechas al original. Proporcionó al jugador un vehículo equipado con armas y un acelerador de tiempo, y permite pilotar distintas naves y hasta realizar caminatas espaciales. El universo mismo fue expandido, con un total de noventa sistemas para explorar, y las nuevas gráficas proporcionaron un aspecto distinto aún a los ya conocidos.
Al igual que el título original, esta entrega careció de un manual suficientemente detallado. Pese a que algunos jugadores disfrutaron el descubrir el modo de avanzar por sí mismos, muchos otros (incluyendo varios autores) hallaron muy frustrante el ser dejados en la oscuridad.
Los dos juegos fueron publicados juntos después en el 2000 bajo el nombre X Gold. 